# Pseudanapis benoiti
Pseudanapis benoiti är en spindelart som beskrevs av Norman I. Platnick och Mohammad U. Shadab 1979. Pseudanapis benoiti ingår i släktet Pseudanapis och familjen Anapidae.
Artens utbredningsområde är Kongo. Inga underarter finns listade i Catalogue of Life.